# Хју О’Флаерти
Монсињор Хју О'Флаерти (енгл. Hugh O'Flaherty; Лисробин, 28. фебруар 1898 — Керсивин, 30. октобар 1963) био је ирски римокатолички свештеник, и виши званичник Римске курије. Током Другог светског рата, је био заслужан за спашавање 6.500 савезничких војника и Јевреја. Због вештине у избегавању замки које су му постављали немачки Гестапо и Зихерхајтдинст, стекао је надимак „Скарлетна видовчица Ватикана“.

## Детињство и младост
Убрзо након рођења Хјуа О'Флаертија у Лисробину, Кискаем у округу Корк, његови родитељи, Џејмс и Маргарет, су се преселили у Киларни. Породица је живела на терену за голф, где је Џејмс О'Флаерти радио као стјуард.
Године 1918, Хју О'Флаерти се уписао у Колеџ Мангрет, језуитски колеџ у округу Лимерик, који је посвећен припреми дечака за мисионарско свештенство. Обично се ради о дечацима од 14 до 18 година старости, али у време кад се уписао, О'Флаерти је био мало старији од осталих студената, имао је око 20 година. Колеџ је допуштао и старијим мушкарцима да се упишу ако би их прихватио бискуп који би платио за њих.
О'Флаертијев спонзор је био Кејптаунски бискуп, Корнелијус О'Рајли, у чију је бискупију требало да буде постављен након заређења, што је велики корак за младића који никада није крочио ван Манстера. У доба док је О'Флаерти био у Мангрету, времена су била врло бурна. Послат је у Рим 1922. да заврши студије и заређен је 20. децембра 1925. Никада није стигао у своју бискупију. Уместо тога, остао је да ради при Светој столици, као дипломата Ватикана у Египту, Хаитију, Санто Домингу и Чехословачкој. 1934. је постављен за монсињора.

## Други светски рат
У раним данима Другог светског рата, О'Флаерти је обилазио логоре за ратне заробљенике по Италији, и распитивао се о затвореницима који су проглашени несталима. Када би некога успео да пронађе живог, покушавао је да јави њиховим породицама путем Радио Ватикана.
Када је Италија променила страну 1943, хиљаде британских заробљеника је пуштено; међутим, када је Немачка окупирала Италију, они су се нашли у опасности да поново буду заробљени. Неки од њих су, сећајући се О'Флаертијевих посета, стигли у Рим како би од њега затражили помоћ. Остали су отишли у Ирску амбасаду у Ватикану, једину амбасаду земаља енглеског говорног подручја која је остала у Риму током рата. Делија Марфи, супруга амбасадора, и некада позната певачица балада, је била једна од оних који су помагали О'Флаертију.
О'Флаерти није чекао за дозволу од својих претпостављених. Регрутовао је помоћ из редова других свештеника (укључујући двојицу младића са Новог Зеланда, очеве Овена Снедена и Џона Фланагана), двојице агената који су радили за француски покрет отпора, Франсоа де Вијала и Ива Деброаа, па чак и неких комуниста и једног швајцарског грофа. Један од његових помоћника је био британски мајор Сем Дери, ратни заробљеник у бекству. Дери је, заједно са британским официрима и заробљеницима у бекству поручницима Фарманом и Симпсоном, и капетаном Бајрнсом, Канађанином су били одговорни за безбедност и оперативну организацију. О'Флаерти је такође био у контакту са Дарсијем Осборном, британским амбасадором у Ватикану, и његовим батлером Џоном Мејом. Он и његови савезници су сакрили 4.000 бегунаца, савезничких војника и Јевреја, у становима, на фармама и у црквеним објектима. Једно од првих скровишта је било поред локалног штаба СС. О'Флаерти и Дери су координисали целу акцију. Када је ишао ван Ватикана, О'Флаерти је користио разна прерушавања. Немачки окупатори су покушали да га зауставе, и на крају су открили да је вођа мреже свештеник. Покушаји СС да га убију нису успели. Сазнали су његов идентитет, али нису могли да га ухапсе унутар Ватикана. Када је немачки амбасадор рекао ово О'Флаертију, он је почео да се састаје са својим контактима на сепеницама Базилике Светог Петра.
Потпуковник Херберт Каплер, шеф СС Зихерхајтдинста и Гестапоа у Риму је, сазнавши за О'Флаертијеве активности наредио да се исцрта бела линија на плочнику на почетку Трга Светог Петра (која означава границу између Ватикана и Италије), и наредио да се О'Флаерти убије ако ову линију пређе. Лудвиг Кох, начелник неофашистичке италијанске полиције у Риму је често истицао своју намеру да мучи О'Флаертија пре него што га убије, ако га се докопа.
Неколико других, укључујући свештенике, опатице, и лаике, који су у тајности радили са О'Флаертијем су крили бегунце и у својим становима широм Рима. Међу њима су били августински малтешки очеви Егидио Галеа, Аурелио Борг, Уголино Гат и брат Роберт Пејс из „Браће хришћанских школа“. Још једна особа која је значајно допринела овој операцији је била удовица са Малте, Чета Шевалије, која је крила неке од бегунаца у својој кући са својом децом, и имала је среће да и сама избегне хапшење. Јеврејска религиозна служба је спровођена у Базилици Светог Климента, која је била под ирском дипломатском заштитом, под сликом Тобије.
Када су Савезници стигли у Рим у јуну 1944, 6.425 бегунаца је још увек било у животу. О'Флаерти је захтевао да се сада и према немачким заробљеницима опходи пристојно. Одлетео је за Јужну Африку да посети италијанске ратне заробљенике, и у Јерусалим да посети јеврејске избеглице. Од 9.700 Јевреја у Риму, 1.007 је послато у Аушвиц. Остали су били скривани, 5.000 од стране званичне цркве - 3.000 у кастелу Гандолфо, 200 или 400 (процене варирају) као „чланови“ Палатинске гарде и око 1.500 у манастирима и другим институцијама. Преосталих 3.700 је било сакривено у приватним кућама.
У време ослобађања Рима, организација О'Флаертија и мајора Сема Дерија се старала о 3.925 бегунаца и људи који су избегавали хапшење. Од тога је било 1.695 Британаца, 896 Јужноафриканаца, 429 Руса, 425 Грка и 185 Американаца. Преостали су били припадници двадесет других националности. Ова бројка не укључује Јевреје и бројне друге људе који су били под О'Флаертијевом личном заштитом.

## После рата
Након рата, Хју О'Флаерти је примио бројне награде укључујући медаљу Командир Реда Британске Империје, америчку медаљу слободе. Добио је ордење и од Канаде и Аустралије. Одбио је да користи доживотну пензију коју му је Италија понудила. О'Флаерти је редовно посећивао свог старог непријатеља, пуковника Херберта Каплера (бившег начелника СС за Рим) у затвору, као његов једини посетилац. 1959, Каплер је примио католицизам, и крстио га је управо О'Флаерти.